# Meerwein-Ponndorf-Verley-reductie
De Meerwein-Ponndorf-Verley-reductie is een zeer selectieve en milde methode voor de reductie van aldehyden en ketonen tot primaire en secundaire alcoholen door gebruik te maken van een metaalalkoxide als katalysator en een ander alcohol als reductiemiddel. Dit alcohol wordt in de reactie geoxideerd zodat het netto-effect een "ruil" is van de functionele groepen in aldehyde/keton (carbonylgroep) en alcohol (hydroxylgroep). De reactie is een evenwichtsreactie; in de omgekeerde richting staat ze bekend als de Oppenauer-oxidatie.
De reactie wordt vaak uitgevoerd met isopropanol en aluminiumtri-isopropoxide als katalysator. Het isopropanol wordt dan geoxideerd tot aceton.  Door het afdestilleren van de aceton die ontstaat bij de reactie, wordt het evenwicht in de richting van het product verschoven. 
Deze reductie van aldehyden tot alcoholen werd in 1925 onafhankelijk van elkaar beschreven door Hans Meerwein en Rudolf Schmidt, en Albert Verley. Zij gebruikten hiervoor een mengsel van  aluminiumethoxide en ethanol. Wolfgang Ponndorf paste de reactie toe op ketonen en gebruikte aluminiumtri-isopropoxide als katalysator in isopropanol.

## Reactiemechanisme
Er wordt over het algemeen aangenomen dat de reactie verloopt via een overgangstoestand 3 die bestaat uit een zesledige ring waarin zowel het reductiemiddel als de oxidant gecoördineerd zijn met het metaal - aluminium - van het metaalalkoxide. Er vindt nu een hydridetransfer plaats tussen het alcohol als donor en het aldehyde/keton als receptor. Aceton (4) wordt afgesplitst, waardoor het aluminiumalcoholaat 5 ontstaat. Dit reageert met het isopropanol 6, waarbij het alcohol 7 ontstaat en het metaalalkoxide aluminiumtri-isopropoxide (1) terug wordt gevormd. Dit fungeert dus als katalysator van de reactie.
Er zijn echter ook andere mechanismen voorgesteld voor deze reactie, zoals een niet-cyclische overgangstoestand met twee mol alkoxide.